# La Gouesnière
 La Gouesnière  es una población y comuna francesa, situada en la región de Bretaña, departamento de Ille y Vilaine, en el distrito de Saint-Malo y cantón de Saint-Malo-Sud.

## Demografía
| 660 | 669 | 799 | 908 | 942 | 1068 |
| Para los censos de 1962 a 1999 la población legal corresponde a la población sin duplicidades (Fuente: INSEE [Consultar]) |     |     |     |     |      |